# Fabian Harloff
Fabian Harloff (Amburgo, 27 gennaio 1970) è un attore, conduttore radiofonico e doppiatore tedesco.

## Biografia
Florian Harloff nasce ad Amburgo il 27 gennaio 1970.
Figlio d'arte, il padre Jan è regista e documentarista, la madre sceneggiatrice e regista, è il fratello minore di Marek, anch'egli regista e musicista. Inizia fin da bambino nella versione tedesca di Sesamo apriti.
In seguito, dal 1996 al 2003, è protagonista, nel ruolo di Kevin Peters, della serie televisiva SK-Babies.
Dal 2007 interpreta il ruolo del dottor Philipp Haase, il medico dell'ospedale della serie televisiva Hamburg Distretto 21 (Notruf Hafenkante).

## Filmografia parziale
- Ein Fall für TKKG - serie TV, 6 episodi (1985)
- Blankenese - serie TV, 21 episodi (1994)
- Immenhof - serie TV, 10 episodi (1995)
- SK-Babies - serie TV, 46 episodi (1996-2003)
- Die rote Meile - serie TV, 26 episodi (1999-2001)
- Bei aller Liebe - serie TV, 13
- Hamburg Distretto 21 (Notruf Hafenkante) - serie TV. 286+ episodi (2007-...)

## Doppiaggio
- Billy Warlock in Baywatch, Baywatch: Matrimonio alle Hawaii
- Bob in Bob aggiustatutto
- Shino Aburame in Naruto
- Black Star in Soul Eater
- Anthony Cavalero in School Rock